# Diseases Database
Diseases Database é um website gratuito que fornece informações sobre as relações entre doenças, sintomas e medicamentos.